# Municipio de Xalisco
El municipio de Xalisco es un municipio del Estado de Nayarit, México. Tiene una superficie de 290,6 km². Limita al norte con el municipio de Tepic, al este y sur con Santa María del Oro, al sur con Compostela, y; al oeste con San Blas. Las cabeceras municipales de Tepic y Xalisco están conurbadas y conforman conjuntamente el núcleo de la Zona Metropolitana de Tepic.
En esta ciudad se encuentran la Universidad Tecnológica de Nayarit y la Unidad Académica de Agricultura de la Universidad Autónoma de Nayarit. Se ubica a 7 km de Tepic y a 739 km de la capital del país la Ciudad de México.

## Toponimia
Xalisco, es una vocablo náhuatl significa "Lugar sobre el arenal". Se deriva de los vocablos "Xalli" que significa arena; e "Ixco" que significa en la cara, en la superficie, delante, enfrente.

## Gobierno

### Presidentes municipales
| Presidente municipal              | Período               | Partido político                 | Notas                            |
| Ambrosio Robles                   | 1917                  |                                  |                                  |
| Arcadio García Munguía            | 1918                  |                                  |                                  |
| Santos Rentería                   | 1920                  |                                  |                                  |
| Ambrosio Robles                   | 1921                  |                                  |                                  |
| J. Jesús G. Inda                  | 1922                  |                                  |                                  |
| Higinio Pérez                     | 1924                  |                                  |                                  |
| Margarito Romero                  | 1925–1927             |                                  |                                  |
| Luis López R.                     | 1927–1930             |                                  |                                  |
| Antonio Magaña Audelo             | 1930                  | PNR                              |                                  |
| Hilario Casanova                  | 1931                  | PNR                              |                                  |
| Santos Rentería                   | 1932                  | PNR                              |                                  |
| Nemesio Coronado                  | 1933                  | PNR                              |                                  |
| Cándido López Ordaz               | 1934                  | PNR                              |                                  |
| Genaro Pérez                      | 1935                  | PNR                              |                                  |
| Sebastián Robles                  | 1936                  | PNR                              |                                  |
| Juan Casillas                     | 1937–1939             | PNR                              |                                  |
| Ramón Gutiérrez Páez              | 1939–1941             | PRM                              |                                  |
| Porfirio Flores R.                | 1941–1943             | PRM                              |                                  |
| Ramón Gutiérrez Páez              | 1943–1945             | PRM                              |                                  |
| Leandro Ocampo C.                 | 1945                  | PRM                              |                                  |
| Bonifacio Inda                    | 1946–1949             | PRI                              |                                  |
| Leandro Ocampo C.                 | 1949–1951             | PRI                              |                                  |
| J. Trinidad Ramírez               | 1951                  | PRI                              | Interino                         |
| Ramón Gutiérrez                   | 1952–1955             | PRI                              |                                  |
| Juan Nepomuceno Guillén           | 1955–1958             | PRI                              |                                  |
| Catarino Bautista Gutiérrez       | 1958–1961             | PRI                              |                                  |
| Santiago Ocampo Castillo          | 1961–1964             | PRI                              |                                  |
| Juan Francisco Lerma Martínez     | 1964–1970             | PRI                              |                                  |
| Antonio Gutiérrez Montaño         | 1970–1973             | PRI                              |                                  |
| Rafael Montes Isiorda             | 1973–1976             | PRI                              |                                  |
| José de Jesús Pérez Casillas      | 1976–1979             | PRI                              |                                  |
| Pedro Rico Dueñas                 | 1979–1981             | PRI                              |                                  |
| J. Trinidad Hernández A.          | 1981–1984             | PRI                              |                                  |
| Ramón Peraza Camarena             | 1984–1985             | PRI                              |                                  |
| Raúl Guillén Íñiguez              | 1985–1987             | PRI                              |                                  |
| Eutimio Isiordia Mojica           | 1987–1990             | PRI                              |                                  |
| J. Jesús García Nolasco           | 1990–1993             | PRI                              |                                  |
| Rafael Rivera Monroy              | 1993–1996             | PRI                              |                                  |
| Armando García Jiménez            | 17-09-1996–16-09-1999 | PRI                              |                                  |
| Óscar Sánchez Almada              | 17-09-1999–16-09-2002 | PAN PRD PT PRS                   | Coalición Alianza para el Cambio |
| Abel Isiordia Aquino              | 17-09-2002–16-09-2005 | PRI                              |                                  |
| Juan Fernando Carrillo Noyola     | 17-09-2005–16-09-2008 | PRI                              |                                  |
| Gilberto López Ruelas             | 17-09-2008–16-09-2011 | PRI Panal                        |                                  |
| Heriberto Castañeda Ulloa         | 17-09-2011–16-09-2014 | PAN                              |                                  |
| José Luis Lerma Mercado           | 17-09-2014–16-09-2017 | PAN                              |                                  |
| Nadia Alejandra Ramírez López     | 17-09-2017–16-09-2021 | PAN PRD PT PRS                   | Coalición "Juntos por Ti"        |
| Heriberto Castañeda Ulloa         | 17-09-2021–16-09-2024 | PT PVEM Panal Morena             |                                  |
| Anabel Margarita Guerrero Benítez | 17-09-2024–           | Morena PVEM PT Fuerza por México |                                  |